# 랑고바르드인
랑고바르드인(라틴어: Langobardī, 이탈리아어: Longobardi 롱고바르디[*]) 또는 롬바르드인은 서기 568년에서 774년 사이에 이탈리아 반도 대부분 지역을 정복했던 게르만계 민족이었다.
스칸디나비아 반도에서 기원한 게르만족의 하나로서, 1세기에는 수에비족의 일부를 형성하였다. 이들은 도나우강 연안에 살다가, 568년에 알보인 왕의 지휘 아래 당시 비잔티움 제국의 영토인 이탈리아를 침공하여 랑고바르드 왕국을 세웠다. 그들이 세운 왕국은 774년 프랑크족에게 정복될 때까지 이탈리아를 지배했다.

## 랑고바르드 왕국(롬바르드 왕국)의 국왕 목록
- 알보인 (568년–572년)
- 클레프(572년–574년)

10년간 공백기
- 아우타리 (584년–590년)
- 아길루프 (591년–616년경)
- 아달오알트 (616년경-626년경)
- 아리오알트 (626년경–636년)
- 로타리 (636년–652년)
- 로드오알트 (652년–653년)
- 아리페르트 1세 (653년–661년)
- 페르크타리트와 고데페르트 (661년–662년)
- 그리모알트 (662년–671년)
- 페르크타리트 (671년–688년), 추방에서 돌아와 복위
- 아라히스 (688년–689년), 반란
- 쿠닌크페르트 (688년–700년)
- 리우트페르트 (700년–701년)
- 라긴페르트 (701년)
- 아리페르트 2세 (701년–712년)
- 안스프란트 (712년)
- 리우트페란트 (712년–744년), 복위

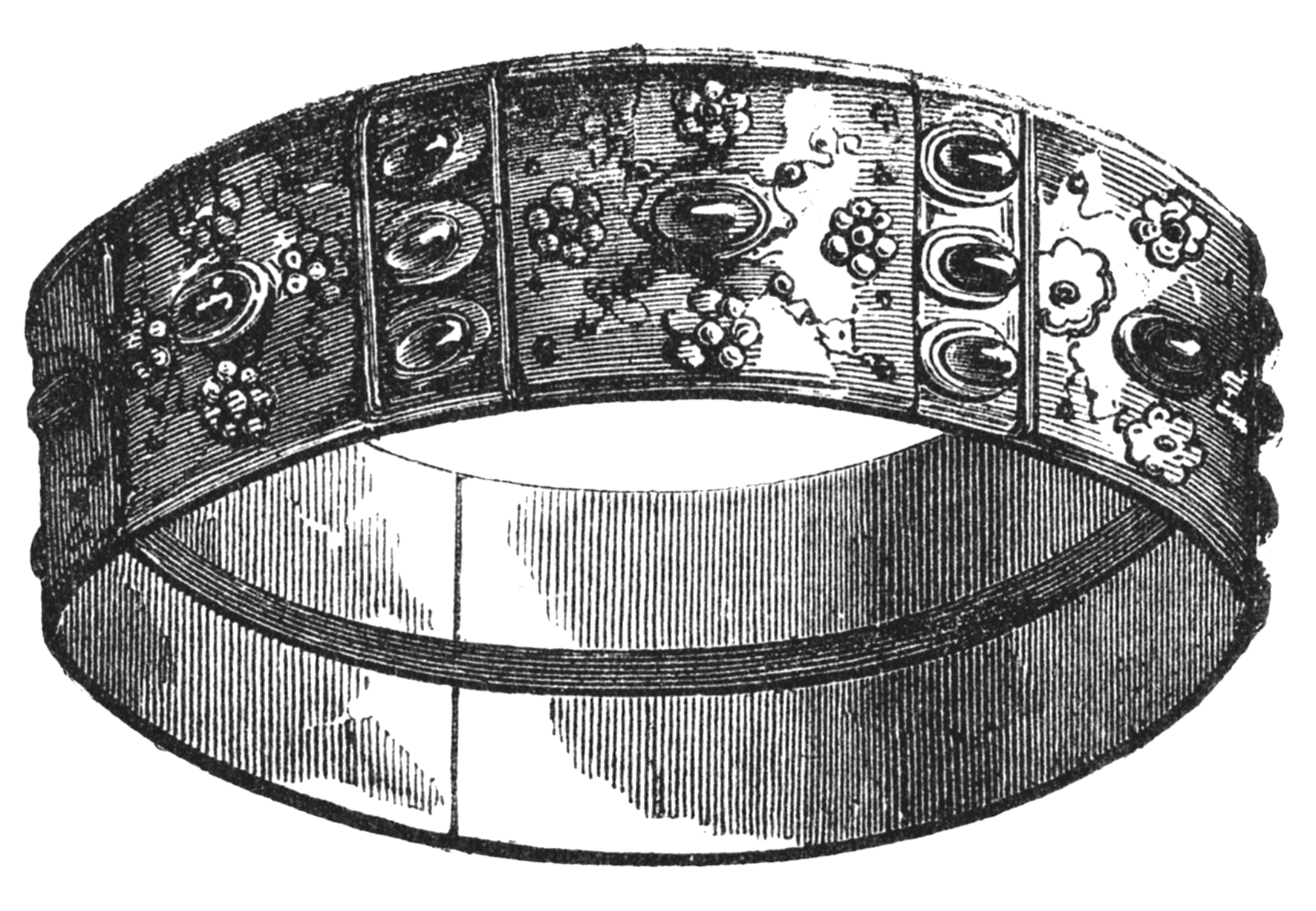
몬차 대성당안에 보관되어있는, 랑고바르드 철왕관

- 힐데페란트 (744년)
- 라트키스 (744년–749년)
- 아이스툴프(749년–756년)
- 데시데리우스 (756년–774년)
  - 샤를마뉴에게 정복
- 피피노 카를로만 (781년-810년)